# Direkt nyomtatás
A direkt nyomtatás olyan nyomtatás, amikor közvetlenül állítják elő a nyomás alá kerülő rajzot a kövön, így például a tollrajzok, krétarajzok, vésetes litográfia és a kőkarc esetében.